# Niavaran-Palastkomplex

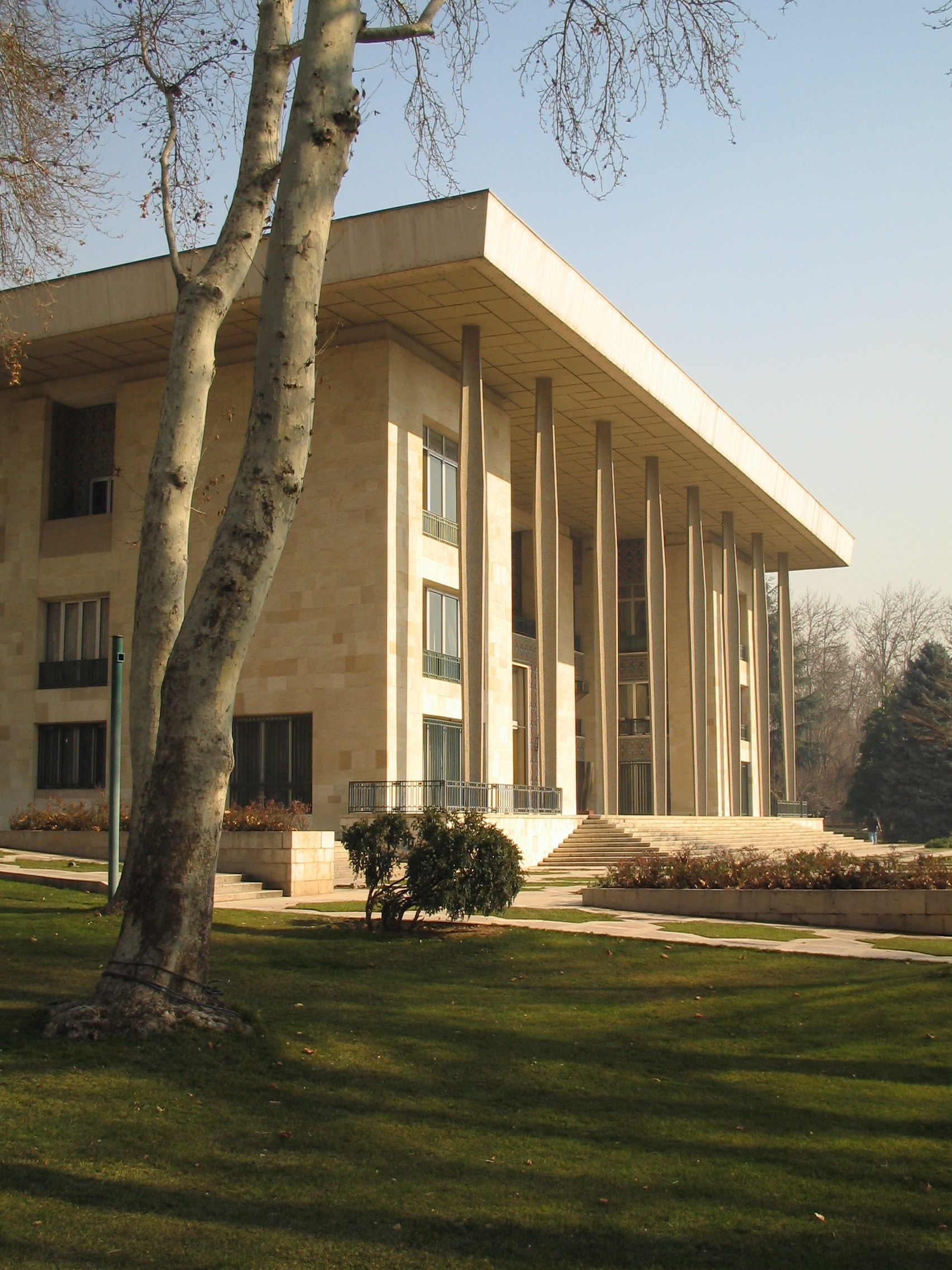
Niavaran-Palast

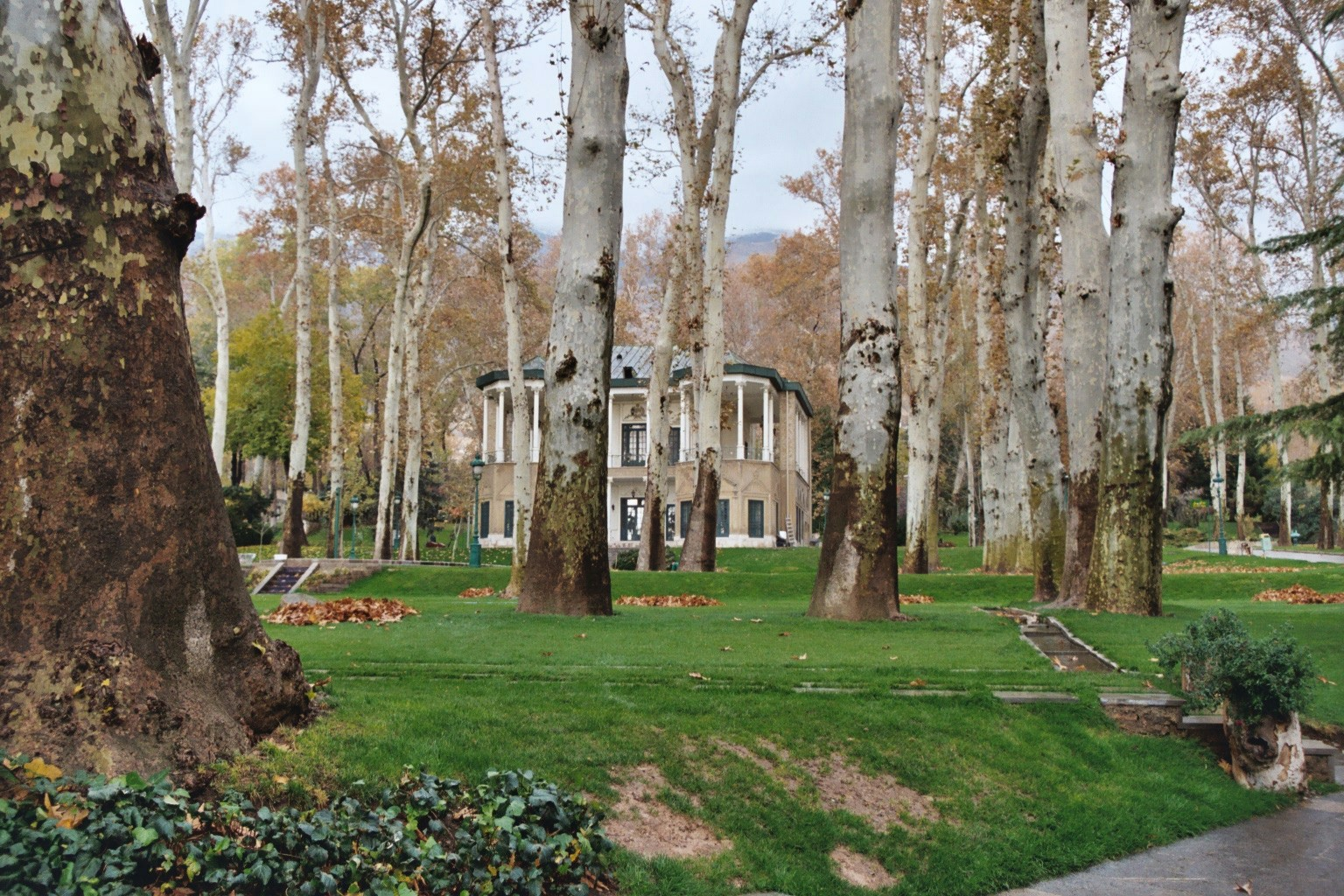
Palast aus der Kadscharenzeit

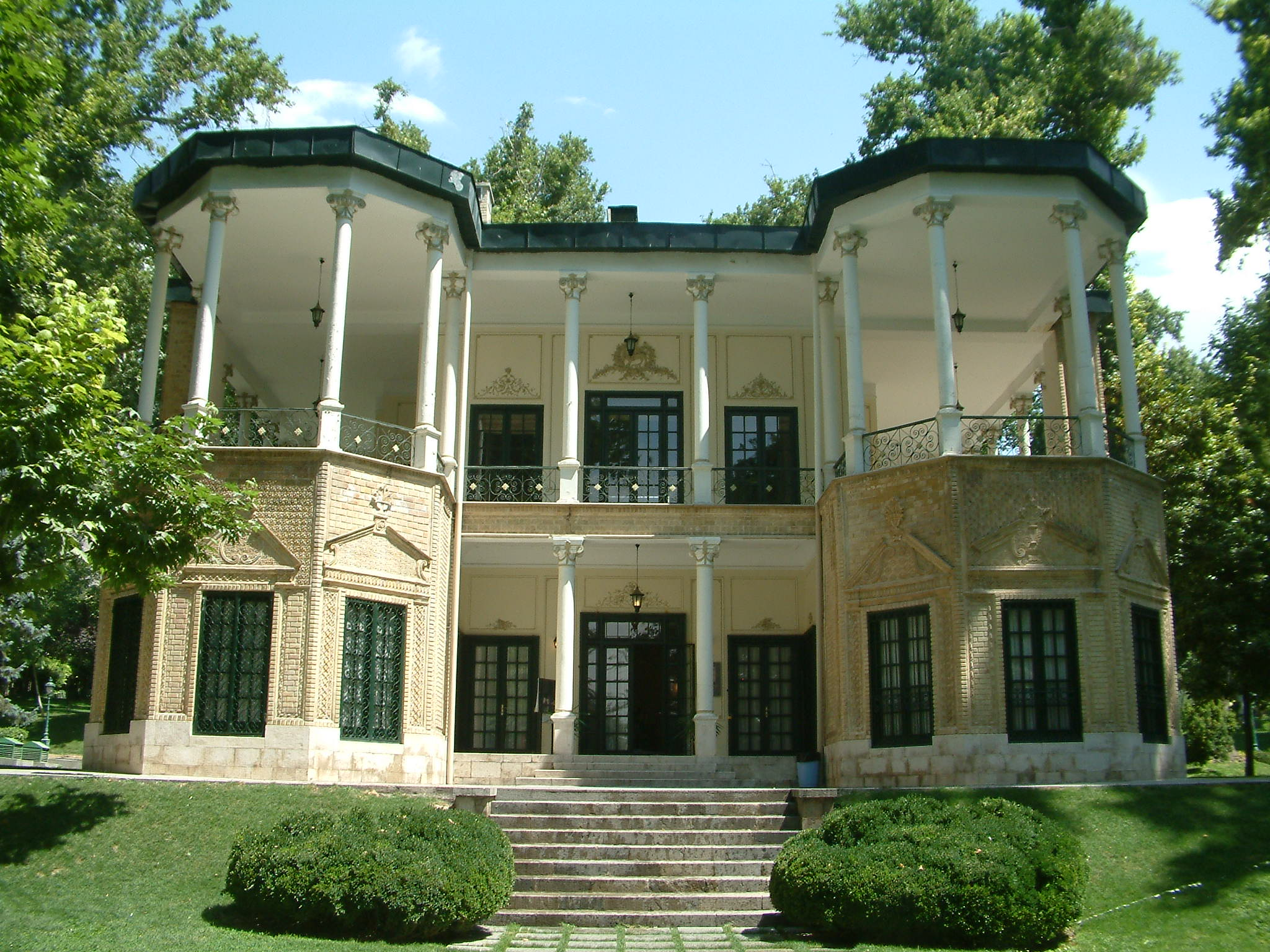
Der „Kushak“ von Ahmed Schah

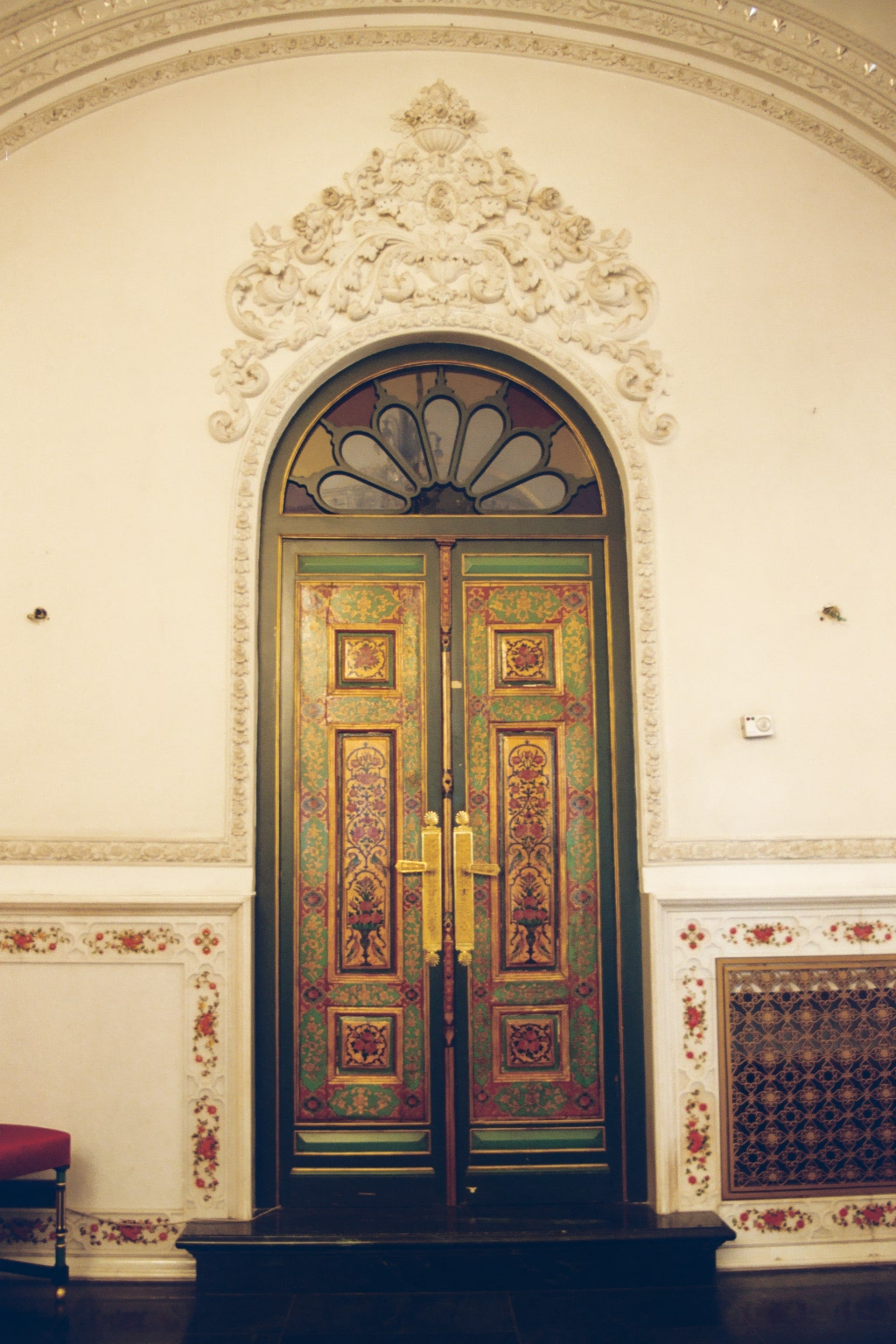
Eine Tür des von Naser ad-Din Schah errichteten Sahebqaraniyeh Palastes

Der Niavaran-Palastkomplex ist ein etwa elf Hektar großes, parkähnliches Gelände im Stadtteil Niavaran, der sich im höher gelegenen Nordosten Teherans befindet.
Auf dem Gelände liegen mehr als zwanzig Gebäude, unter anderem der ab 1870 errichtete Sahebqaraniyeh-Palast aus der Zeit von Naser ad-Din Schah aus der Dynastie der Kadscharen sowie weitere, historisch wertvolle Gebäude aus der Zeit der Kadscharen und der Pahlavi-Dynastie. Die Gebäude werden seit dem Jahr 2000 von einer Stiftung verwaltet und vorwiegend für kulturelle Zwecke, etwa als Museen, genutzt. Seit diesem Zeitpunkt sind mehrere Gebäude auf dem Gelände für Besucher zugänglich, etwa das Jahan Name Museum (1997), der Sahebqaranieh-Palast (1998) und Koosh Ahmad Shahi (2000). Seit den 2010er-Jahren wird die Anlage restauriert und rekonstruiert.
Etwa 5 km westlich liegt die Saadabad-Palastanlage.

## Niavaran-Palast
Auf dem Parkgelände befindet sich unter anderem der Niavaran-Palast (seltener auch Niawaran Palast). Das von dem iranischen Architekten Mohsen Foroqi entworfene Gebäude liegt auf einem etwa 9000 m² großen Teil in der nordöstlichen Ecke des teilweise öffentlich zugänglichen Niavaran-Parks. Der Bau des zweieinhalb Etagen hohen Gebäudes durch die Firma Farmanfarmayan begann im Jahr 1958 und wurde im Jahr 1967 vollendet. Ursprünglich sollte es als Gästehaus der Regierung genutzt werden, wurde aber dann zur Sommerresidenz des ehemaligen Schahs von Persien. Der letzte Schah Mohammad Reza Pahlavi hielt sich hier meist zusammen mit seiner Familie bis zur Iranischen Revolution auf.
Der mit modernen Materialien gestaltete Palast soll nebst Innenausstattung die lange Geschichte des Landes widerspiegeln. Die dekorativen Elemente sind auch durch die islamische Kunst beeinflusst worden. Die Stuckarbeiten wurden durch Abdollahi, die Spiegel durch Ali Asghar und die Ziegelelemente im äußeren Bereich durch Ibrahim Kazempour und Ilia ausgeführt.
Der Boden des Gebäudes ist in schwarzem Stein mit umlaufenden Aluminiumleisten gehalten. Die Inneneinrichtung und Möblierung wurde durch ein französisches Unternehmen entworfen und ausgeführt.
Um die sich im Erdgeschoss befindende große Halle herum sind alle Zimmer angeordnet, darunter auch ein privates Kino, Speisezimmer, Gästezimmer, Warteräume und seitliche Saalanbauten wie der blaue Saal.
Eine halbe Etage höher befinden sich die Büro- und Konferenzzimmer, Farah Pahlavis Sekretariat, Schlafräume und Zimmer des Dienstpersonals. Im Bereich des Treppenhauses befindet sich auch ein Zimmer, in dem die Uniformen und Orden von Mohammad Reza aufbewahrt werden.
Auf der obersten Etage befinden sich Ruheräume Mohammad Reza Schahs sowie die Zimmer der Kinder und des für sie zuständigen Dienstpersonals. Die Räume sind mit wertvollen Bildern und Tapeten ausgestattet, auch verschiedene Staatsgeschenke befinden sich hier.

## Der Blaue Saal
Der blaue Saal mit seinen Kronleuchtern befindet sich im nördlichen Teil des Niavaran-Palastes. Unter Reza Pahlavi wurde er für Staatsempfänge benutzt, unter anderem wurde hier 1977 Jimmy Carter empfangen. Kurze Zeit später sollte eine Umgestaltung erfolgen, die aber infolge der islamischen Revolution unterblieb.
Ab dem Jahr 2000 wurde der blaue Saal ohne tiefgreifende Änderungen an der Ausstattung zu einem Ausstellungsraum umgebaut, in dem kulturelle und künstlerische Veranstaltungen stattfinden können. Hier fanden in drei Jahren mehr als 40 Ausstellungen statt, davon 13 Fotoausstellungen, zwanzig Gemäldeausstellungen und vier Ausstellungen von Webarbeiten. Auch für offizielle Zeremonien unter Beteiligung ausländischer Botschafter und iranischer Regierungsmitglieder wird dieser Saal genutzt, unter anderem Veranstaltungen zur Rückgabe von Kulturgut und historischen Werken an Kuweit und Afghanistan.